# Dimerkaprol
Dimerkaprol, BAL (łac. Dimercaprolum; z ang. British anti-Lewisite) – chelatujący związek chemiczny stworzony przez brytyjskich biochemików na Uniwersytecie Oxfordzkim podczas II wojny światowej. Został wynaleziony w sekrecie jako antidotum na bojowy środek trujący o nazwie luizyt.
BAL obecnie jest używany w medycynie jako antidotum w leczeniu zatruć arsenem, rtęcią i innymi metalami ciężkimi. Dodatkowo znalazł też zastosowanie przy leczeniu choroby Wilsona, genetycznego zaburzenia polegającego na spichrzaniu miedzi w tkankach.

## Funkcje biochemiczne
Poprzez wiązanie się grup sulfhydrylowych (–SH) z metalami ciężkimi w organizmie człowieka tworzą się trwałe, nietoksyczne, rozpuszczalne w wodzie związki, które następnie zostają wydalone z moczem.
Dimerkaprol sam w sobie jest toksyczny, z wąskim indeksem terapeutycznym i tendencją do koncentracji arszeniku w niektórych organach. Inną wadą związku jest potrzeba podawania go w postaci bolesnych zastrzyków domięśniowych.